# WDF Africa Cup
Der WDF Africa Cup ist ein kontinentaler Wettbewerb der World Darts Federation (WDF), der im Jahr 2024 das erste Mal ausgetragen wurde. Er wird vom African Darts Council organisiert.

## Geschichte
Bereits am 10. Januar 2024 verkündete die WDF, dass ab diesem Jahr eine eigene Regionale Rangliste für die Region Afrika und Westasien, die WDF Africa & Western Asia Regional Table, geschaffen werden soll. Diese beinhaltet die Ergebnisse der Spieler aus den Ländern Bahrain, Ägypten, Äthiopien, Mauretanien, Nigeria, dem Staat Palästina, Südafrika, Tunesien, Uganda, den Vereinigten Arabischen Emiraten und dem Jemen.
Diese Länder waren daraufhin auch startberechtigt beim für Ende Oktober angekündigten WDF Africa Cup. In der offiziellen Mitteilung der WDF war schließlich von fünf teilnehmenden Nationen die Rede.

## Modus
Ein Team besteht bei Damen und Herren aus je 4 Spielern. Es werden je ein Einzel-, Doppel- und Teambewerb ausgetragen, bei welchen je separate Titel ausgetragen werden. Die Ergebnisse aus diesen Bewerben werden in Punkte umgerechnet, welche wiederum entweder in die Herren- bzw. Damen-Gesamtwertung einfließen. Die Nation, welche am Ende des Turniers in einer Gesamtwertung führt, gewinnt diese.

## Ergebnisse

### Herren

#### Herreneinzel
| Jahr | Austragungsort      | Sieger       | Ergebnis | Gegner        |
| ---- | ------------------- | ------------ | -------- | ------------- |
| 2024 | Scharm asch-Schaich | David Tabaro | 7 : 5    | Basem Mahmood |

#### Herrendoppel
| Jahr | Austragungsort      | Sieger                           | Ergebnis | Gegner                    |
| ---- | ------------------- | -------------------------------- | -------- | ------------------------- |
| 2024 | Scharm asch-Schaich | Basem Mahmood/Aref Abbas Mohamed | 6 : 2    | David Tabaro/Abbey Ariong |

#### Herrenteam
| Jahr | Austragungsort      | Sieger                                                               | Ergebnis   | Gegner                                                         |
| ---- | ------------------- | -------------------------------------------------------------------- | ---------- | -------------------------------------------------------------- |
| 2024 | Scharm asch-Schaich | Bahrain Aref Abbas Mohamed Basem Mahmood Mahmood Mohammed Aref Murad | Ligasystem | Uganda Abbey Ariong Andrew Emomeri Robert Okalany David Tabaro |

### Damen

#### Dameneinzel
| Jahr | Austragungsort      | Sieger        | Ergebnis | Gegner      |
| ---- | ------------------- | ------------- | -------- | ----------- |
| 2024 | Scharm asch-Schaich | Sarah Makanga | 7 : 0    | Lillian Ama |

#### Damendoppel
| Jahr | Austragungsort      | Sieger                     | Ergebnis | Gegner                         |
| ---- | ------------------- | -------------------------- | -------- | ------------------------------ |
| 2024 | Scharm asch-Schaich | Sarah Makanga/Winnie Asuga | 6 : 0    | Nada Mahmoud/Mariam Abdelhafez |

#### Damenteam
| Jahr | Austragungsort      | Sieger                                                       | Ergebnis   | Gegner                                                               |
| ---- | ------------------- | ------------------------------------------------------------ | ---------- | -------------------------------------------------------------------- |
| 2024 | Scharm asch-Schaich | Uganda Lillian Ama Winnie Asuga Gloria Omwonya Sarah Makanga | Ligasystem | Ägypten Mariam Abdelhafez Farah Alrashidi Nada Mahmoud Salma Mahmoud |

### Gesamtsiege
| Jahr | Austragungsort      | Herren  | Damen  |
| ---- | ------------------- | ------- | ------ |
| 2024 | Scharm asch-Schaich | Bahrain | Uganda |